# 望獲つきよ
望獲 つきよ（のぞみえる つきよ、12月31日 - ）は、日本の作家・占い師。東京都滝野川生まれ。カセットブック声優、日本語教師などの様々なアルバイトを経てフリーライターに。
1995年ごろから、金子隆一とともにサイエンス記事を書き始める。スタジオ・マイアディーガのメンバーであり、またのぞみえるつきよの名義で2000年からたちばな真未の漫画をプロデュースをしていた。

## 著書

### 著作
- 徹底図解 幻獣事典―神話・伝説を彩ってきた、個性豊かなモンスターたち（新星出版社、2009）

### 金子隆一との共著
- 宇宙生命99の謎（二見書房、二見WAiWAi文庫、1996）
- 図解クローン・テクノロジー（日文書院、1997）
- 21世紀アッと驚く大予言（二見書房、二見WAiWAi文庫、2000）
- 面白いほどよくわかる宇宙の不思議（日本文芸社、2006） - 半田利弘が監修。

### その他の共著
- 魔法使いになる方法 非日常実用講座EX（同文書院、1997） - 「超常騎士団」名義。2000年に新書化（同文新書）。

### プロデュース作品（漫画・たちばな真未）
2008年現在単行本化している作品は、『ふしぎ占い少女 ちょっとだけ★マーメイド』のみ。
- ふしぎ占い少女 ちょっとだけ★マーメイド
  - 2000年度『小学三年生』に『スペクトラム編』、2001年度『小学三年生』に『ミラージュタロット編』、2002年度『小学三年生』に『ロスト・トレジャー編』、2002年度『小学四年生』に『白いタロット編』が連載された。
  - 2008年現在は、作画担当のたちばな真未のサイトたちばな真未のまんが番外地にて、『津波タロット編』が不定期連載されている。
  - また、『白いタロット編』の最終回には、『マリンタロット物語』の主人公である海野命（うみのみこと）が登場した。
- ドール=ガール
  - 2000年度・2001年度『小学四年生』で短期連載された。後に『りぼん』にもかきおろしが掲載された。主人公とその人形が入れ替わるファンタジー・ホラー漫画。
- ココが魔法組!?
  - 読みきり作品。ココは魔法が習いたくて魔法組に入るが、なぜかそこで習う魔法は、人を増やす魔法ばかりであった…。
- 封鏡伝奇 タオの虎
  - 2003年度『小学三年生』に連載された。
- スペクトラム・フォース
  - 2003年度『小学四年生』でショート連載された。悲しさのあまり色が見えなくなったコロルに、虹色のユニコーンクローマが、コロルに色の力を教える。
- マリンタロット物語